# Jeong Na-eun
Dans ce nom coréen, le nom de famille, Jeong, précède le nom personnel.
Pour les articles homonymes, voir Jeong (nom de famille).
Jeong Na-eun (hangeul : 정나은), née le 27 juin 2000 à Séoul, est une joueuse sud-coréenne de badminton.

## Carrière
En paire avec Kim Won-ho, elle remporte la médaille d'argent en double mixte aux Jeux olympiques d'été de 2024.